# Johanniterorden i Sverige

Het embleem van de Johanniter Orde in Zweden

De Johanniterorde in Zweden (Zweeds: "Johanniterorden i Sverige") is een van de protestantse takken die zijn voortgekomen uit de rond 1100 gestichte Hospitaalorde van Sint Jan, ook wel bekend als de Johannieterorde.
Voor de geschiedenis van vóór de reformatie: zie het artikel Maltezer Orde.
De Balije Brandenburg van de Johanniterorde stichtte in de 12e eeuw een Zweedse priorij. Deze nam Zweedse edellieden op en stichtte commanderijen en huizen in Zweden.
De reformatie bracht een einde aan het werk van de katholieke Ridderlijke Orde in Zweden, maar protestantse Zweedse edellieden bleven zich aanmelden bij de protestants geworden Balije Brandenburg.

Het uniform van een rechtsridder van de Johanniter Orde in Zweden

Koning Gustaaf V van Zweden gaf de aanzet tot het opnieuw vormen van een Zweedse priorij. In 1920 werd de Priorij Zweden van de Balije Brandenburg weer officieel ingesteld. Met instemming van de Duitse Priorij werd de Zweedse Johanniterorde in 1945 geheel onafhankelijk. De Orde volgde daarmee het Nederlandse voorbeeld.
In 1961 sloten de verschillende Johanniterorden de Alliantie van Niederweisel waarbij zij elkaars legitimiteit erkenden en samenwerkingsverband aangingen. De Orde van Malta en de Finse Johanniterorde waren geen partij bij deze overeenkomst, maar de verstandhouding en samenwerking met deze orden verbeterde in de jaren 60.
De Zweedse koning Karel XVI Gustaaf is de Hoge Beschermheer en koningin Sylvia is "Dame en Eerste Honorair Lid" van de orde die zich op liefdadigheid en medisch onderzoek richt.